# Holzgerlingen
Holzgerlingen [hɔlt͡sˈɡɛr.lɪ.ŋən] ist eine Kleinstadt in Baden-Württemberg, Deutschland, die zum Landkreis Böblingen gehört.

## Geographie

### Geographische Lage
Holzgerlingen befindet sich auf der Schönbuchlichtung, fünf Kilometer südlich von Böblingen. Die Altstadt liegt 475 m über dem Meer auf der Wasserscheide zwischen der Aich, die einen Kilometer südöstlich im Stadtgebiet entspringt, nach Osten fließt und bei Nürtingen in den Neckar mündet, und der westwärts nach Pforzheim fließenden Würm, die drei Kilometer südlich im Gemeindegebiet von Altdorf ans Tageslicht tritt.

### Stadtgliederung
Zu Holzgerlingen gehören die Stadt Holzgerlingen, die herzogliche Domäne Schaichhof und die ehemaligen Mühlen, Obere-, Mittlere- und Untere Mühle sowie die abgegangene Ortschaft Ludlenbad.

### Flächenaufteilung
Nach Daten des Statistischen Landesamtes, Stand 2014.

### Schutzgebiete
In Holzgerlingen liegen die Landschaftsschutzgebiete Oberes Würmtal nördlich Hildrizhausen samt dem Talbecken um Mauren zwischen Holzgerlingen und Ehningen und Waldwiese nördlich der Winterhalde. Die Gemeinde hat Anteil am FFH-Gebiet Glemswald und Stuttgarter Bucht sowie am Landschaftsschutzgebiet, am FFH-Gebiet, am Vogelschutzgebiet und am Naturpark Schönbuch.

## Geschichte

### Bis zum 19. Jahrhundert
Die Geschichte der Besiedlung geht bis in neolithische Zeit zurück. Kelten siedelten zwischen 550 und 50 v. Chr. 
Gegen 100 n. Chr. ließen sich Römer im Raum Holzgerlingen nieder. Alamannen verdrängten die Römer gegen 300 n. Chr.
Die erste urkundliche Erwähnung Holzgerlingens lässt sich für das Jahr 1007 in einer Schenkungsurkunde König Heinrichs II. an das Bistum Bamberg nachweisen. Zwischen 1100 und 1400 war Holzgerlingen im Besitz der Pfalzgrafen von Tübingen. 1348 ging der Ort durch Verkauf an das Haus Württemberg über.
Der Bauernkrieg fand 1525 mit der Schlacht bei Böblingen in der Region sein blutiges Ende. Während der Wirren des Dreißigjährigen Krieges kam es 1627 zur Einquartierung von Wallensteins Truppen. 1635 brach die Pest aus.

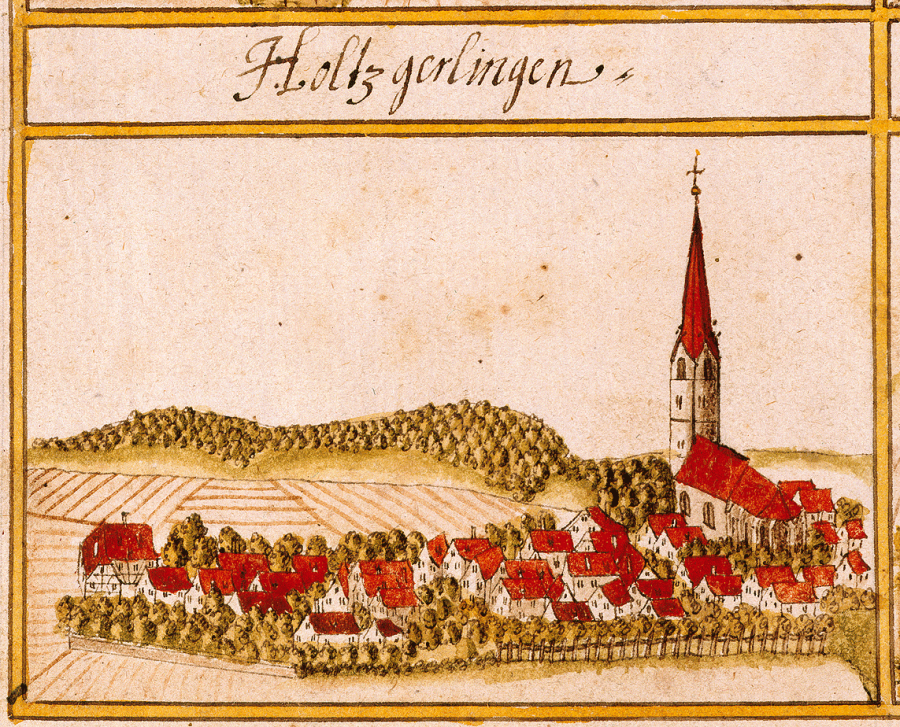
Holzgerlingen 1683/1685 im Kieserschen Forstlagerbuch

In der Zeit, als in Europa der Polnische Erbfolgekrieg tobte, wurden in Holzgerlingen im Jahr 1735 gegen Frankreich marschierende russische Truppen einquartiert. Der Ausbruch des Österreichischen Erbfolgekrieges führte Trenck der Pandur und einige seiner Gesellen nach Holzgerlingen, wo sie 1743 übernachteten.
Im Jahre 1805 fielen napoleonische Truppen ein und zwangen Bewohner Holzgerlingens zu Gespanndiensten; sie konnten jedoch entkommen und zu ihren Familien heimkehren. Dagegen kehrten die fünfzehn Holzgerlinger, die 1812, genötigt durch das Bündnis König Friedrichs I. von Württemberg mit Napoleon I. an seinem Russlandfeldzug teilnahmen, nie mehr in ihre Heimat zurück.
Holzgerlingen gehörte von jeher zum Amt Böblingen. Auch bei der Umsetzung der neuen Verwaltungsgliederung im Königreich Württemberg zu Beginn des 19. Jahrhunderts blieb der Ort dem Oberamt Böblingen zugeordnet.
1850 hatte Holzgerlingen 1824 evangelische und 14 katholische Einwohner, die in 359 Haupt- und 54 Nebengebäuden lebten und arbeiteten. 1865 wurde im Ort die erste Poststelle eingerichtet. 1866 zogen Holzgerlinger Männer an der Seite Österreichs gegen Preußen ins Feld und gleich danach 1870/71 an der Seite des ehemaligen Feindes Preußen gegen Napoleon III. in den Krieg. Zwei der Männer ließen in den Schlachten ihr Leben.

### 20. Jahrhundert

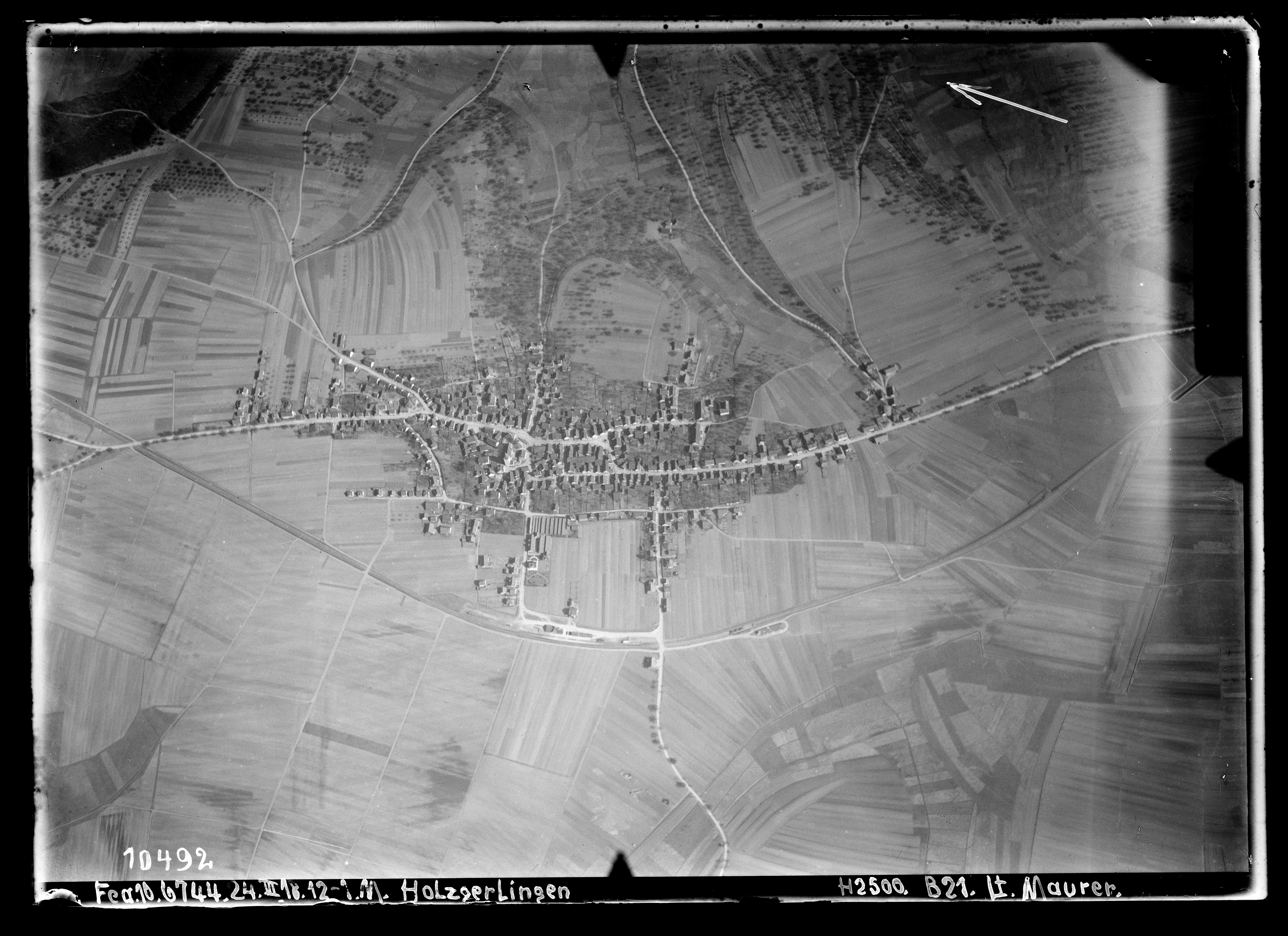
Luftbild von Holzgerlingen, März 1918

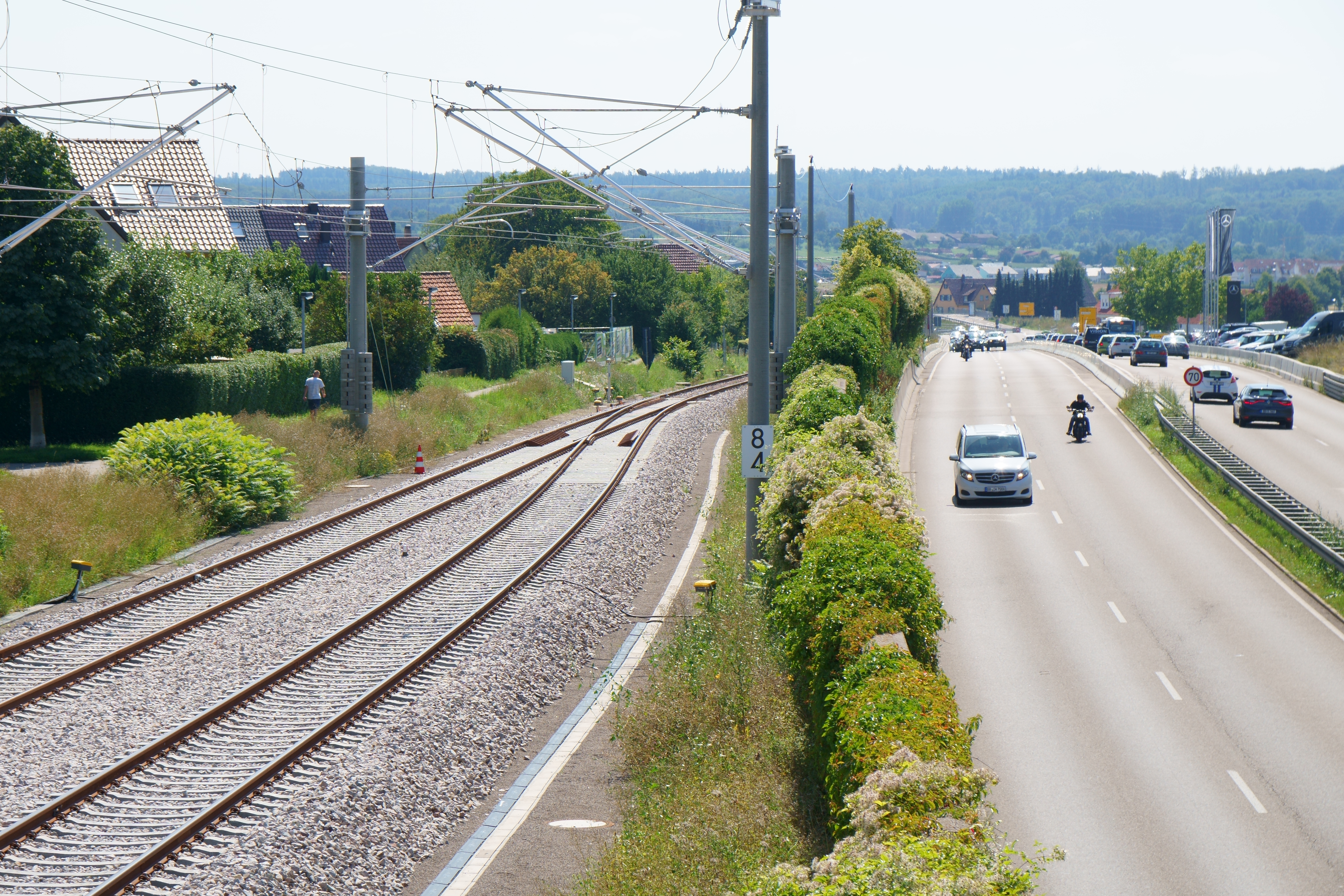
Links Schönbuchbahn, rechts B 464 vom Fußgängersteg aus

Im Jahre 1907 erhielt Holzgerlingen Anschluss an das Stromnetz. Mit dem Bau der Schönbuchbahn erfolgte 1910 der Anschluss an das Streckennetz der Württembergischen Eisenbahn. Aus dem Ersten Weltkrieg, 1918, kehrten 106 Holzgerlinger nicht mehr zurück. Bei der Kreisreform während der NS-Zeit in Württemberg gelangte Holzgerlingen 1938 zum Landkreis Böblingen. 1943 fielen großflächig Bomben auf Holzgerlingen mit der Folge der Zerstörung von 64 Gebäuden und 1945, gegen Ende des Krieges, brannten französische Besatzungstruppen das alte Rathaus nieder. Der Zweite Weltkrieg kostete insgesamt 291 Holzgerlingern das Leben. 1945 geriet Holzgerlingen in die Amerikanische Besatzungszone und gehörte somit zum neu gegründeten Land Württemberg-Baden, das 1952 im jetzigen Bundesland Baden-Württemberg aufging. Gleich nach dem Krieg begann der Wiederaufbau. 1950 wurde das Rathaus wieder errichtet. Nicht zuletzt durch die Nähe zu Sindelfingen, Böblingen und Stuttgart konnte sich Holzgerlingen in den Folgejahren vom einstigen Handwerker- und Bauerndorf zu einem respektablen kulturellen Zentrum in der Schönbuchlichtung entwickeln. Am 1. April 1993 erhielt Holzgerlingen die Stadtrechte verliehen.

### Domäne Schaichhof

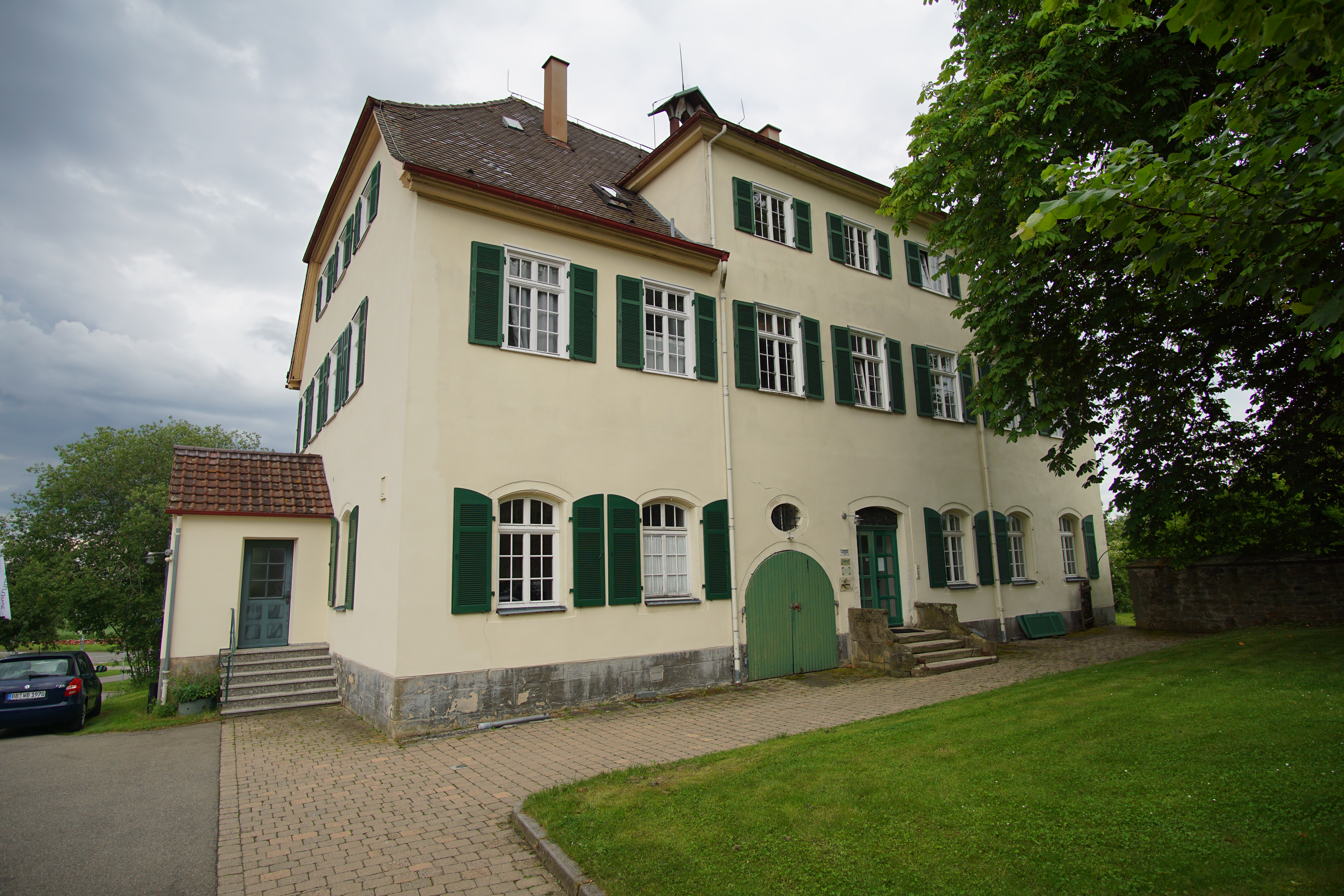
Schaichhof, ehemalige Domäne

Der Hof, dessen Besitzer im 16. Jahrhundert auch einmal der württembergische Reformator Johannes Brenz gewesen war, wurde im Jahr 1725 von einer Erbengemeinschaft Bücheli oder Büchelin um 4000 Gulden an den fürstlichen Kammerfaktor und Handelsmann Johann Heinrich Eysenbach verkauft. Eisenbach ließ auf dem Hofgelände ein Gebäude erstellen. Im April 1824 kaufte die Hofdomänenkammer als private Vermögensverwaltung der königlichen Familie den Hof von Dr. Leopold Klotz aus Tübingen um 38.000 Gulden (Kaufvertrag vom 23. April 1824). Sie verpachtete den Hof an folgende Pächter:
- Georg Diegel, Mähringen (1824–1842)
- Johann Gottlieb und Christoph Friedrich Geyer, Oberesslingen (1842–1852)
- Johann Gottlieb Geyer (1852–1860)
- Zuckerfabrik Böblingen AG (1860–1908)
- Wilhelm Treiber, Neunthausen Oberamt Sulz (1908–1945)
- Max Treiber (1945–1959)
- Adolf Weiland (1959–1982)
- Hans Adolf Weiland (1982–1990)

Während der Pachtzeit der Zuckerfabrik Böblingen wurde die Domäne eher unzureichend bewirtschaftet. Erst die Familie Treiber verbesserte das Gut durch Entwässerungen und fortschrittlichen Anbau grundlegend. Trotz der hohen Lage wurde der Schaichhof als Musterbetrieb geführt. Im Frühjahr 1991 wurde auf dem Schaichhof ein Golfplatz eröffnet.

### Religionen
Die Reformation wurde in Holzgerlingen 1534 eingeführt. Seither ist der Ort evangelisch geprägt.
41,83 % der Bevölkerung sind evangelisch, 22,3 % katholisch und 1,4 % gehören einer sonstigen Religionsgemeinschaft an. Die restlichen 34,47 % der Einwohner sind beim Bürgeramt ohne Religionsangabe gemeldet.

### Einwohnerentwicklung
Die Einwohnerzahlen sind Volkszählungsergebnisse (*) oder amtliche Fortschreibungen der jeweiligen statistischen Ämter (nur Hauptwohnsitze). Alle Zahlen, soweit nicht anders angegeben, wurden vom Statistischen Landesamt Baden-Württemberg übernommen.
| Jahr               | Einwohner |
| ------------------ | --------- |
| 1850               | 1838      |
| 1. Dezember 1871 * | 1718      |
| 1. Dezember 1880 * | 1785      |
| 1. Dezember 1890 * | 1924      |
| 1. Dezember 1900 * | 1907      |
| 1. Dezember 1910 * | 1996      |

| Jahr                 | Einwohner |
| -------------------- | --------- |
| 16. Juni 1925 *      | 2192      |
| 16. Juni 1933 *      | 2370      |
| 17. Mai 1939 *       | 2629      |
| 13. September 1950 * | 3640      |
| 6. Juni 1961 *       | 5290      |
| 27. Mai 1970 *       | 7173      |

| Jahr              | Einwohner |
| ----------------- | --------- |
| 31. Dezember 1975 | 8194      |
| 31. Dezember 1980 | 8510      |
| 27. Mai 1987 *    | 8918      |
| 31. Dezember 1990 | 9847      |
| 31. Dezember 1995 | 11.061    |
| 31. Dezember 2000 | 11.466    |

| Jahr              | Einwohner |
| ----------------- | --------- |
| 31. Dezember 2005 | 11.906    |
| 31. Dezember 2010 | 12.722    |
| 31. Dezember 2015 | 12.635    |
| 31. Dezember 2020 | 13.258    |

## Politik

### Gemeinderat
Der Gemeinderat in Holzgerlingen besteht aus den 18 gewählten ehrenamtlichen Gemeinderäten und dem Bürgermeister als Vorsitzendem. Der Bürgermeister ist im Gemeinderat stimmberechtigt.
Die Kommunalwahl am 9. Juni 2024 führte zu folgendem vorläufigen Endergebnis.

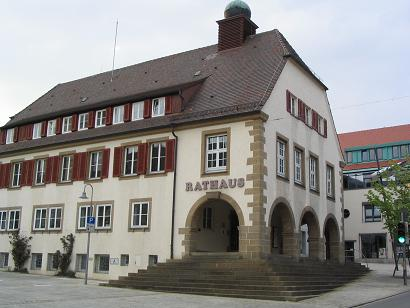
Altes Rathaus Holzgerlingen

| Parteien und Wählergemeinschaften | Parteien und Wählergemeinschaften           | % 2024  | Sitze 2024 | % 2019  | Sitze 2019 | Kommunalwahl 2024 %50403020100 46,1319,7122,3511,81n. k. FWBNUCDUSPDUWGGewinne und Verlusteim Vergleich zu 2019 %p 8 6 4 2 0 −2 −4 −6 −8+3,35−6,06+7,72−1,15−3,86FWBNUCDUSPDUWG |
| FW                                | Freie Wählervereinigung Holzgerlingen e. V. | 46,13   | 8          | 42,78   | 7          | Kommunalwahl 2024 %50403020100 46,1319,7122,3511,81n. k. FWBNUCDUSPDUWGGewinne und Verlusteim Vergleich zu 2019 %p 8 6 4 2 0 −2 −4 −6 −8+3,35−6,06+7,72−1,15−3,86FWBNUCDUSPDUWG |
| BNU                               | Bürger für Natur und Umweltschutz           | 19,71   | 4          | 25,77   | 5          | Kommunalwahl 2024 %50403020100 46,1319,7122,3511,81n. k. FWBNUCDUSPDUWGGewinne und Verlusteim Vergleich zu 2019 %p 8 6 4 2 0 −2 −4 −6 −8+3,35−6,06+7,72−1,15−3,86FWBNUCDUSPDUWG |
| CDU                               | Christlich Demokratische Union Deutschlands | 22,35   | 4          | 14,63   | 3          | Kommunalwahl 2024 %50403020100 46,1319,7122,3511,81n. k. FWBNUCDUSPDUWGGewinne und Verlusteim Vergleich zu 2019 %p 8 6 4 2 0 −2 −4 −6 −8+3,35−6,06+7,72−1,15−3,86FWBNUCDUSPDUWG |
| SPD                               | Sozialdemokratische Partei Deutschlands     | 11,81   | 2          | 12,96   | 2          | Kommunalwahl 2024 %50403020100 46,1319,7122,3511,81n. k. FWBNUCDUSPDUWGGewinne und Verlusteim Vergleich zu 2019 %p 8 6 4 2 0 −2 −4 −6 −8+3,35−6,06+7,72−1,15−3,86FWBNUCDUSPDUWG |
| UWG                               | Unabhängige Wählergemeinschaft              | –       | –          | 3,86    | 1          | Kommunalwahl 2024 %50403020100 46,1319,7122,3511,81n. k. FWBNUCDUSPDUWGGewinne und Verlusteim Vergleich zu 2019 %p 8 6 4 2 0 −2 −4 −6 −8+3,35−6,06+7,72−1,15−3,86FWBNUCDUSPDUWG |
| Gesamt                            | Gesamt                                      | 100     | 18         | 100     | 18         | Kommunalwahl 2024 %50403020100 46,1319,7122,3511,81n. k. FWBNUCDUSPDUWGGewinne und Verlusteim Vergleich zu 2019 %p 8 6 4 2 0 −2 −4 −6 −8+3,35−6,06+7,72−1,15−3,86FWBNUCDUSPDUWG |
| Wahlbeteiligung                   | Wahlbeteiligung                             | 66,78 % | 66,78 %    | 54,31 % | 54,31 %    | Kommunalwahl 2024 %50403020100 46,1319,7122,3511,81n. k. FWBNUCDUSPDUWGGewinne und Verlusteim Vergleich zu 2019 %p 8 6 4 2 0 −2 −4 −6 −8+3,35−6,06+7,72−1,15−3,86FWBNUCDUSPDUWG |

### Bürgermeister
- 1904–1938: Robert Mosthaf
- 1938–1945: Otto Müller
- 1945–1948: Guido Eipperlein
- 1948–1964: Otto Rommel
- 1964–1983: Siegfried Gölz
- 1983–1985: Walter Mack
- 1986–2018: Wilfried Dölker
- seit 2018: Ioannis Delakos

### Wappen
| Wappen der Stadt Holzgerlingen | Blasonierung: „In Rot eine silberne (weiße) Lilie.“ |
| Wappen der Stadt Holzgerlingen | Wappenbegründung: Ein spätgotischer Schlussstein im Chor der evangelischen Ortskirche, der ursprünglich das 1962 wiederentdeckte Wappen der Erzherzogin Mechthild gezeigt hatte, war zu einem nicht bestimmten Zeitpunkt mit einer silbernen (weißen) Lilie auf rotem Grund übermalt worden. Dieses heraldische Zeichen, das bereits in einem Fleckensiegel des 19. Jahrhunderts verwendet worden war, dessen Bedeutung für Holzgerlingen nicht bekannt ist, wurde als Gemeindewappen angesehen. Das Wappen wurde am 15. Juni 1927 vom Gemeinderat bestätigt. |

### Partnerstädte
- Neuenhof (Schweiz)
- Niesky (Sachsen)
- Jílové u Prahy (Tschechien)
- Crystal Lake, Illinois (Vereinigte Staaten)

## Wirtschaft und Infrastruktur

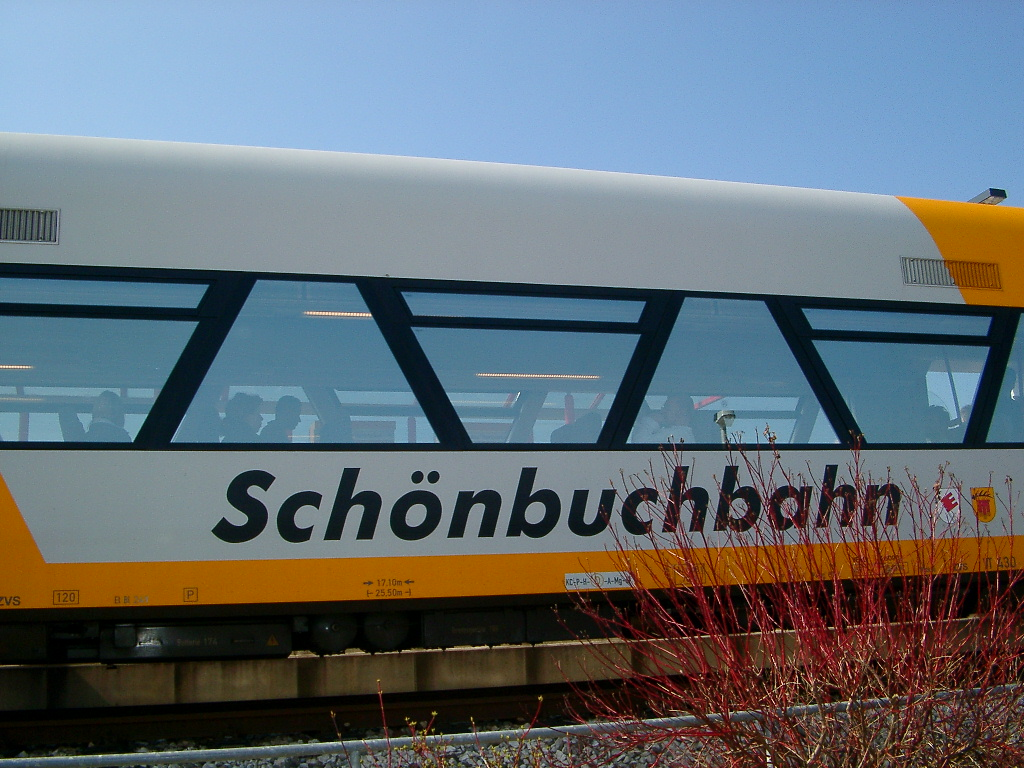
Schönbuchbahn

### Verkehr
1910 erhielt der Ort Anschluss an das Eisenbahnnetz. 1965 ist auf der Strecke der planmäßige Personenverkehr eingestellt worden.
Nach Jahren der Stilllegung wurde im Dezember 1996 die Schönbuchbahn wieder in Betrieb genommen. Drei Haltestellen in Holzgerlingen (Hülben, Bahnhof und Buch) binden die Stadt über Böblingen an das Stuttgarter S-Bahn-Netz an.
Die Bundesstraße 464 (Renningen–Reutlingen) verbindet Holzgerlingen mit dem überregionalen Straßennetz. Bereits 1934 erhielt die Stadt eine Ortsumgehung. Dadurch blieb der Innenstadtbereich bis heute vom Durchgangsverkehr weitestgehend verschont. Die B 464 ist heute teilweise als vierspurige Schnellstraße ausgebaut.
Holzgerlingen ist Mitglied der AGFK (Arbeitsgemeinschaft Fahrrad- und Fußverkehrsfreundlicher Kommunen) in Baden-Württemberg.

### Ansässige Unternehmen
Das älteste Unternehmen im Ort ist die seit 1798 ansässige Bandweberei Gottlieb Binder. Sie gehört zusammen mit der Elektro-Breitling GmbH, der Kraft & Bauer Brandschutzsysteme GmbH und RUKO GmbH Präzisionswerkzeuge mit jeweils weit über 100 Mitarbeiterinnen und Mitarbeitern am Standort zu den großen Arbeitgebern. Daneben gibt es in den Gewerbegebieten Buch und Sol zahlreiche mittlere und kleinere Betriebe, wie z. B. den bekannten Hänssler Verlag. Der ehemals größte Arbeitgeber, der Anlagenhersteller Eisenmann, ging 2019 insolvent. Wegen der örtlichen Nähe zum Mercedes-Standort Sindelfingen haben sich Zulieferbetriebe mit Zweigstellen oder Vertriebsbüros angesiedelt. Insgesamt bietet Holzgerlingen über 4.000 Arbeitsplätze.
Viele Holzgerlinger sind im nahe gelegenen Sindelfingen und Böblingen in namhaften und weltweit agierenden großen Unternehmen, wie Mercedes-Benz Group, IBM, Philips, Hewlett-Packard oder Keysight Technologies beschäftigt.

### Öffentliche Einrichtungen
Holzgerlingen besitzt eine Stadthalle mit 700 Sitzplätzen, eine Begegnungsstätte (Bürgertreff) und ein Altenzentrum mit angeschlossenem Pflegeheim.

### Bildungseinrichtungen
Holzgerlingen verfügt über ein modernes Schulzentrum mit Grundschule, Hauptschule, Realschule und Gymnasium (Schönbuch-Gymnasium Holzgerlingen). Das Angebot komplettieren das ansässige Sonderpädagogische Bildungs- und Beratungszentrum (SBBZ) mit dem Förderschwerpunkt Lernen (Heinrich-Harpprecht-Schule) sowie eine Volkshochschule. Darüber hinaus gibt es zwölf Kindergärten sowie eine Stadtbücherei mit öffentlichem Internetzugang.

### Sporteinrichtungen
In Holzgerlingen gibt es unter anderem ein Stadion, vier Sporthallen, ein beheiztes Waldfreibad, Tennisplätze und Tennishalle, Reitgelände mit mehreren Hallen, einen Golfplatz (öffentlich und Club) und den Schützenbühl mit einer Moto-Cross-Rennstrecke. Auf dieser finden alljährlich im September die ADAC MX Masters statt.

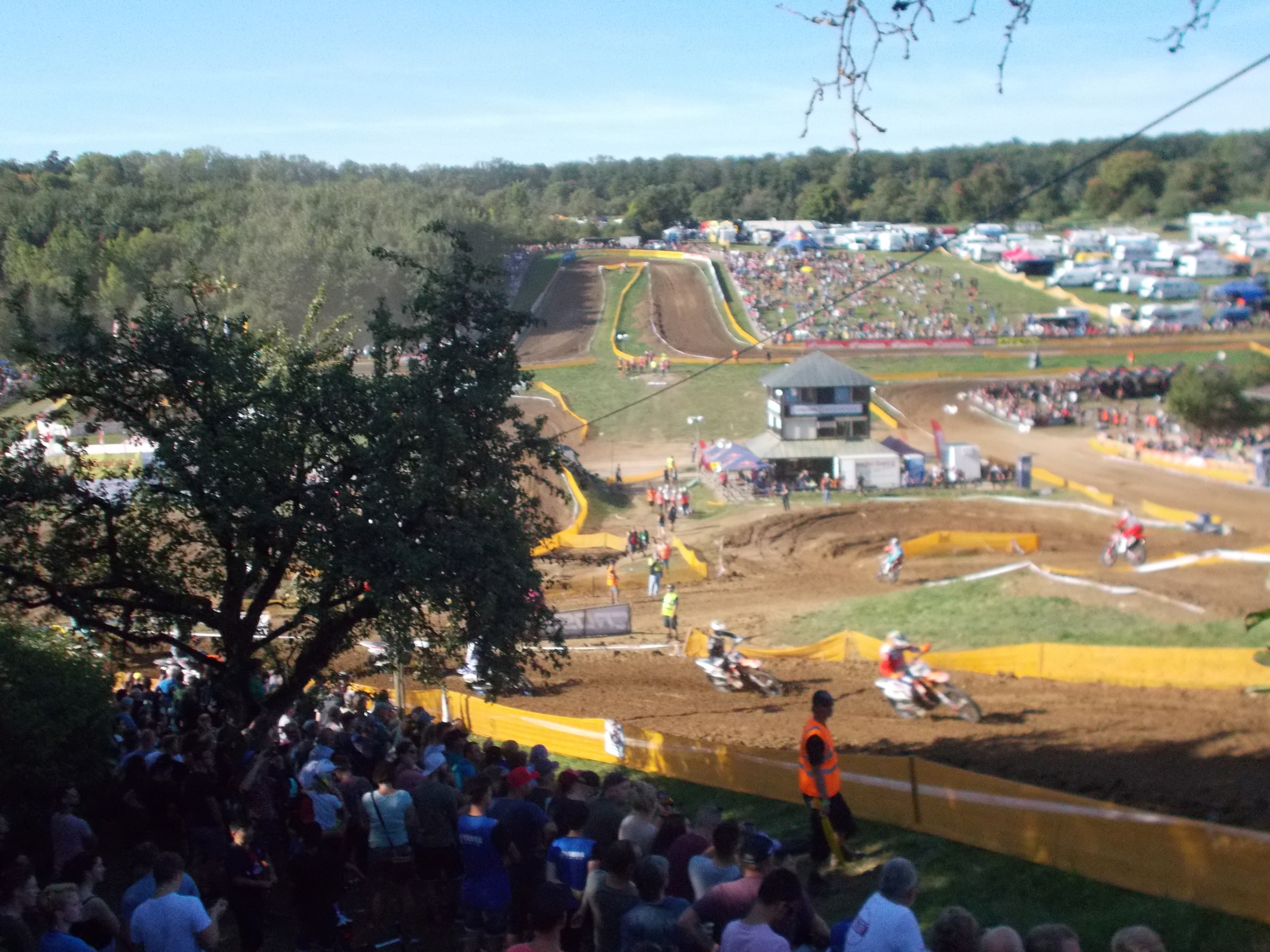
ADAC MX Masters 2019

## Vereine

### Sportvereinigung Holzgerlingen
Die Sportvereinigung Holzgerlingen e. V., abgekürzt „SpVgg Holzgerlingen“, wurde am 1. Juni 1946 als Nachfolger der bis dahin in Holzgerlingen bestehenden Sportvereine neu gegründet und setzt sich momentan aus 14 Abteilungen zusammen. Der Verein ist Mitglied des Württembergischen Landessportbundes (WLSB).
Das American-Football-Team der Stadt, die Holzgerlingen Twister, spielten 2010 in der GFL 2. Derzeit spielt das Team in der Regionalliga Südwest.

### Kraftsportverein (KSV) Holzgerlingen
Im Jahre 1960 wurde der KSV Holzgerlingen als Schwerathletikverein gegründet; in den 1980er Jahren wurden mit Judo und Taekwondo weitere Kampfsportarten in das Angebot aufgenommen.
Die 1. Mannschaft der Ringerabteilung kämpfte in den 1980er Jahren vier Saisons in der 2. Bundesliga.
Die „KiSS Schönbuch“ wurde im Jahre 2003 in Kooperation mit der SpVgg Holzgerlingen gegründet und ist eine offiziell anerkannte Kindersportschule.

Die Kampfkunst Modern Arnis ergänzt seit 2006 das Sportangebot im KSV.

### DPSG Holzgerlingen
Seit 1950 gibt es in Holzgerlingen einen Pfadfinderstamm der DPSG, der in den Räumen des katholischen Gemeindehauses (Bischof-Sproll-Haus) tätig ist. Zurzeit (Stand April 2008) hat der Stamm etwa 90 Mitglieder.

#### CVJM Holzgerlingen
Der CVJM Holzgerlingen bietet die Sportarten Handball, Volleyball, Fußball, Tanzen, Fitness, Steppaerobic und Natursport in Hallen auf dem vereinseigenen Sportgelände Seebrücke an.
Er wirkt heute eingebettet in eine Gliederung des Evangelischen Jugendwerks; evangelischen Bekenntnisses.
Der Sport hat neben Bibelarbeiten eine wesentliche Bedeutung in der kirchlichen Jugendarbeit in Holzgerlingen, da gemeinsames Bewegen zum ganzheitlichen Grundkonzept (also Körper, Seele und Geist) gehört.

### Weitere Vereine
- DLRG Holzgerlingen
- Verein für Heimatgeschichte Holzgerlingen
- Liederkranz Holzgerlingen
- Gesangverein Frohsinn Holzgerlingen
- Musikverein Stadtkapelle Holzgerlingen e. V.
- Harmonika-Verein Holzgerlingen e. V.
- NaturFreunde Holzgerlingen/Altdorf
- Kunstwerkstatt Holzgerlingen
- Fotoclub Blende96 Holzgerlingen
- Kleintierzuchtverein Holzgerlingen Z79
- DRK Holzgerlingen/Altdorf e. V.
- Tischtennis Schönbuch e. V.[22]

## Kultur und Sehenswürdigkeiten

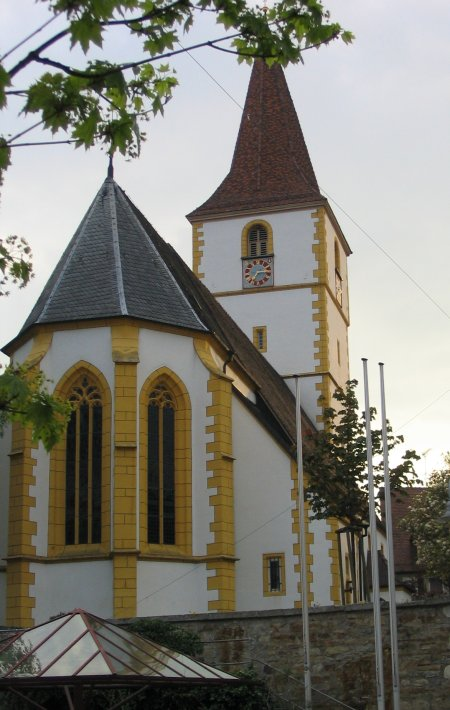
Mauritiuskirche Holzgerlingen

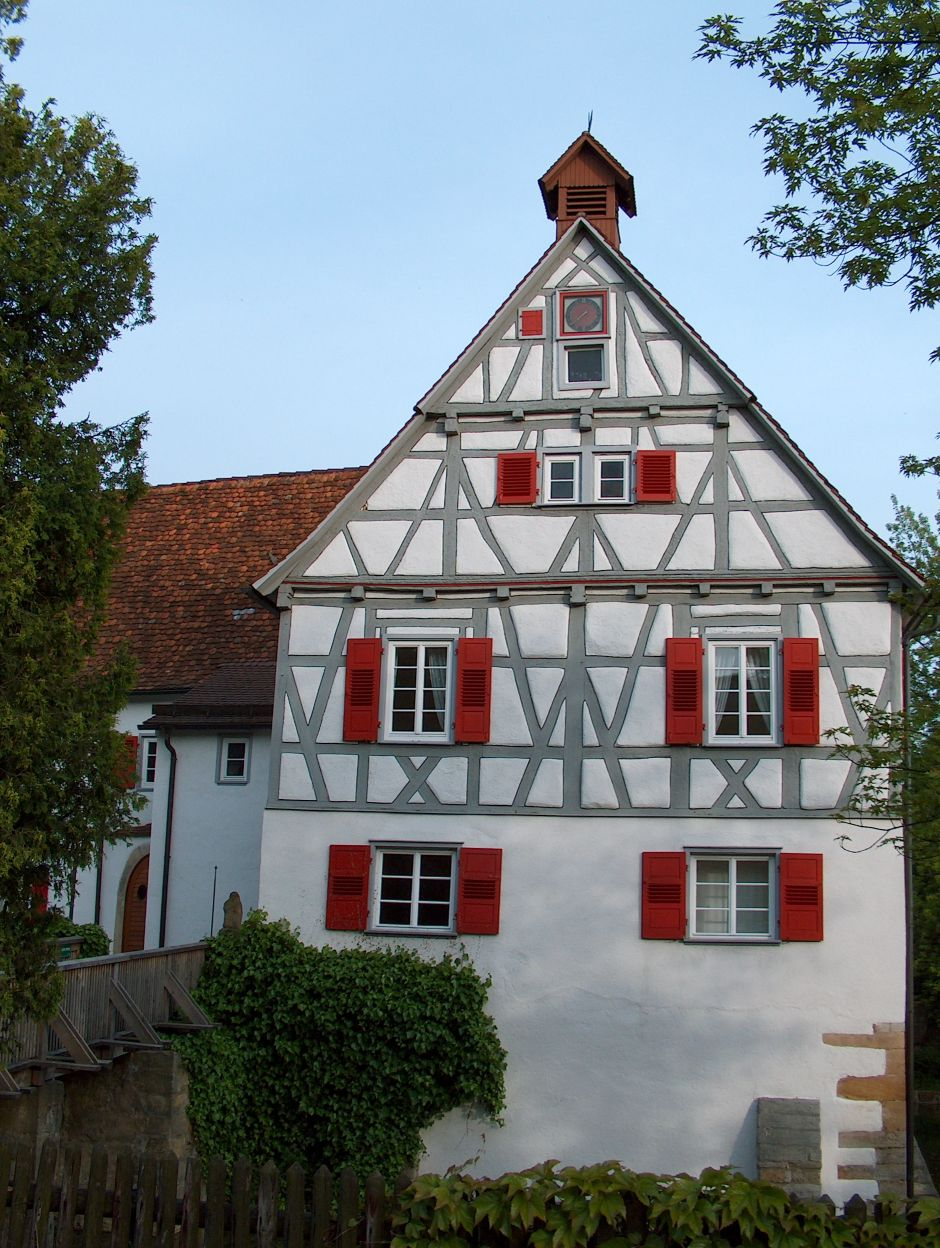
Burg Kalteneck

### Theater
Das Amateurtheater Theater der Käsreiter tritt regelmäßig mit schwäbischen Mundartstücken im Hotel-Restaurant Waldhorn auf. Die im Rahmen der Lokalen Agenda 21 gegründeten Theater-Agend(t)en haben sich zu einer festen Institution im Veranstaltungskalender der Stadt entwickelt.

### Museen
Holzgerlingen verfügt über ein Heimatmuseum im alten Schulhaus.

### Bauwerke
- Die Mauritiuskirche, deren Wehrturm aus dem elften Jahrhundert stammt, steht unter Denkmalschutz.[25]
- In der Burg Kalteneck, einem Wasserschloss mit Fundamenten aus dem 14. Jahrhundert, besteht die Möglichkeit, Veranstaltungen durchzuführen.[26]
- Johanneskirche[27]
- Johannes-Brenz-Haus, ein kirchliches Jugendzentrum[28]

### Jugend
Mit dem Jugendkulturzentrum w3 (früher s’red) hat Holzgerlingen seit 1999 einen beliebten Treffpunkt für Jugendliche der Stadt.

## Persönlichkeiten

### Söhne und Töchter der Stadt
- Gottlob Binder (1885–1961), Politiker (SPD), Präsident des Landesarbeitsamts Hessen, Staatsminister für Wiederaufbau
- Hans Ulrich Eberle (1927–1988), Bibliothekar, Leiter der Stadtbibliothek Heilbronn
- Volker Friebel (* 1956), Psychologe, Schriftsteller und Musiker
- Hartmut Schmid (* 1956), evangelischer Theologe
- Ina Großmann (* 1990), Handballspielerin

### Ehrenbürger
- Pfarrer Karl Harpprecht (1838–1914), von 1878 bis 1908 Ortspfarrer
- Robert Mosthaf (1876–1945), der letzte auf Lebenszeit gewählte Schultheiß in Holzgerlingen
- Dr. med. Heinrich Harpprecht (1878–1966), Sohn von Pfarrer Karl Harpprecht und Ortsarzt
- Otto Rommel (1901–1964), Bürgermeister von 1948 bis 1964
- Siegfried Gölz (1917–2003), Bürgermeister von 1964 bis 1983
- Wilfried Dölker (* 1956), Bürgermeister von 1986 bis 2018

### Sonstige Persönlichkeiten
- Elfgard Schittenhelm (* 1947), Leichtathletin, deutsche Meisterin im 100-Meter- und 200-Meter-Lauf und Teilnehmerin der Olympischen Spiele 1972 in München
- Nico Lauxmann (* 1975), Politiker (CDU), war Stadtrat in Holzgerlingen
- Stefan Jarosch (* 1984), ehem. Fußballprofi beim SSV Jahn Regensburg und Wacker Burghausen